# Морени (Васлуј)
Морени (рум. Moreni) насеље је у Румунији у округу Васлуј у општини Делени. Oпштина се налази на надморској висини од 181 m.

## Становништво
Према подацима из 2002. године у насељу је живело 47 становника, од којих су сви румунске националности.